# Peter Fang Jianping
Peter Fang Jianping (chiń. 方建平; ur. w listopadzie 1962) – chiński duchowny katolicki, prefekt apostolski Yongping od 2008.

## Życiorys
Święcenia kapłańskie otrzymał 27 maja 1990.
Wybrany biskupem koadiutorem biskupa Paula Liu Jinghe. Sakrę biskupią przyjął bez mandatu papieskiego 6 stycznia 2000. W 2002 jego sakra została uznana przez papieża. Według Stolicy Apostolskiej 8 czerwca 2008 został biskupem ordynariuszem diecezji Yongping. (Według władz chińskich został nim dopiero w 2010 po śmierci nieuznawanego przez Watykan poprzednika - biskupa Liu Jinghe.